# کسویل (نیویورک)
کسویل (به انگلیسی: Cassville) یک منطقهٔ مسکونی در ایالات متحده آمریکا است که در نیویورک واقع شده‌است.